# جوانا آلم
جوانا آلم (بالسويدية: Johanna Ahlm) مواليد 3 أكتوبر 1987 في السويد، هي لاعبة كرة يد سويدية تلعب كوسط مدافع. مثلت منتخب السويد لكرة اليد للسيدات. شاركت في دورة الألعاب الأولمبية الصيفية سنة 2008. حققت المركز الثالث في بطولة أوروبا لكرة اليد للسيدات 2014.

## سجل المنافسة
شاركت في البطولات التالية:
- الألعاب الأولمبية الصيفية 2012
- بطولة العالم لكرة اليد للسيدات 2011
- بطولة العالم لكرة اليد للسيدات 2015
- بطولة أوروبا لكرة اليد للسيدات 2012
- بطولة أوروبا لكرة اليد للسيدات 2014

## الميداليات
| الميدالية | المسابقة                            |
| --------- | ----------------------------------- |
| برونزية   | بطولة أوروبا لكرة اليد للسيدات 2014 |

## روابط خارجية
- جوانا آلم على موقع الاتحاد الأوروبي لكرة اليد (الإنجليزية)
- جوانا آلم على موقع اللجنة الأولمبية الدولية (الإنجليزية)
- جوانا آلم على موقع أوليمبيديا (الإنجليزية)
- جوانا آلم على موقع اللجنة الأولمبية السويدية (السويدية)